# Ян Громадка
Ян Громадка (18 грудня 1886, Воленіце, Австро-Угорщина — 25 січня 1968, Чеське Будейовіце, Чехословаччина) — чеський географ і педагог. Вважається засновником словацької географії.

## Наукова праця
Його працю можна розділити на 4 тематичні групи:
- Вирішення питань геоморфологічного розвитку Словаччини
- Вирішення регіональних питань
- Вирішення питань щодо відносин між структурою природних і культурних компонентів ландшафту
- Створення регіональних географічних синтезів, призначених для загального використання (регіональних досліджень, енциклопедій) і як керівництво в університетах та в загальноосвітніх школах.

Найвидатніші роботи: — Географія Орави (1934) — Географія районів Братислави і Малакки (1933 і 1935). — Загальна географія Словаччини (1943) — Географія Союзу Радянських Соціалістичних Республік (1947) — Географія керівництва Чехословаччини (1949) — Атлас Чехословаччини, військово-географічний атлас (1965), регіональні дослідження Чехословаччини — співпраця.
Його внесок в географічне суспільство: — Перший вчитель і організатор географічних досліджень в Словаччині — Перший сучасний географ Словаччини — Дав початок регіоналізації і типології рельєфу, клімату, річок і типів людського населення — Заклав фундамент для розвитку слова «географія» — Засновник словацької географії